# Viennoiserie

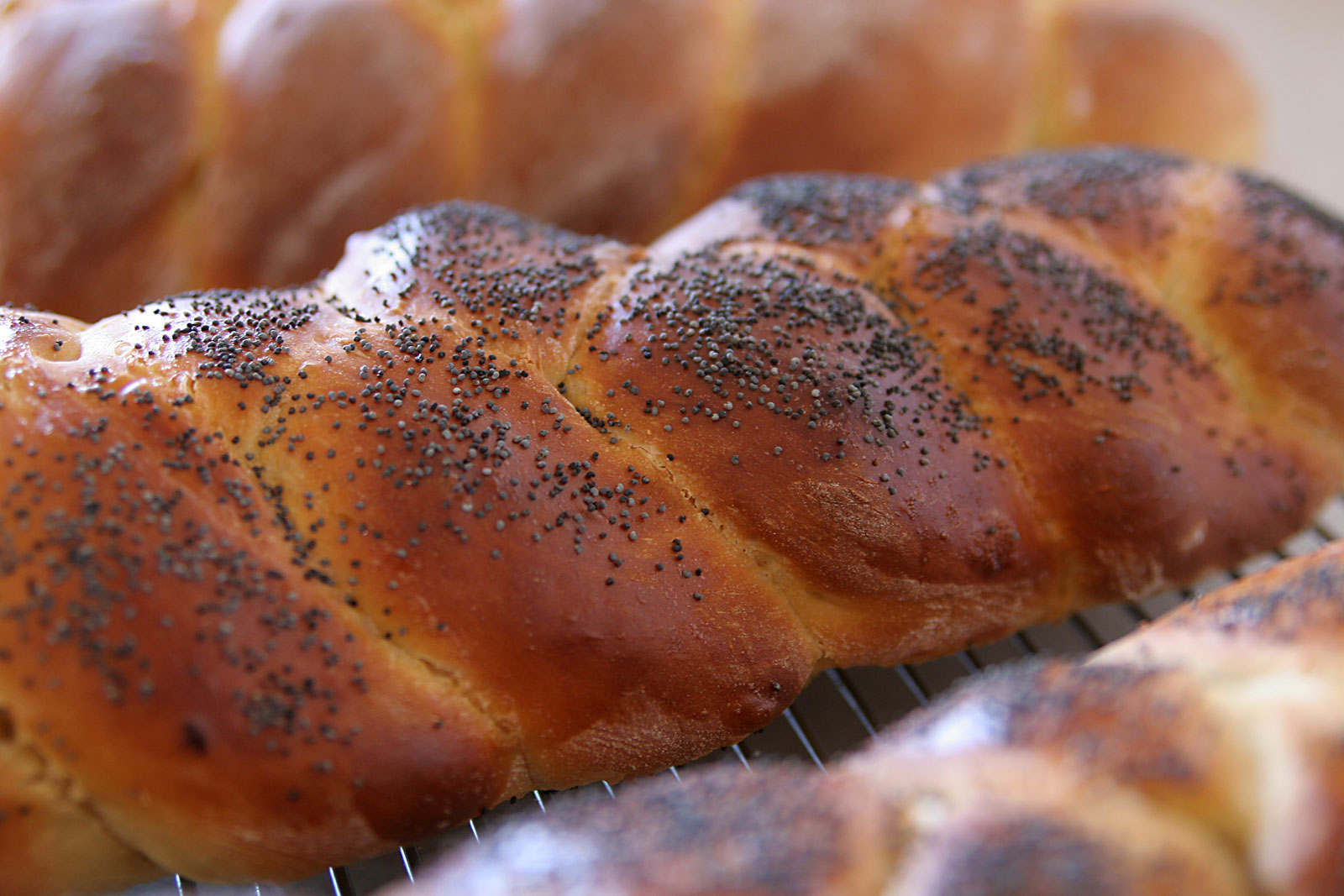
Struclas poloneses, tipo de viennoiserie europeia

Viennoiserie é, em francês, um tipo de produto de massa folhada ou com levedura, feita com ingredientes mais gordurosos e adocicados, tornando-os similares aos pastéis (pâtisserie), como ovos, manteiga, leite, creme, açúcar, etc. A palavra também é usada como um sinônimo para padaria de luxo ou fina.

Os viennoiseries são servidos durante o desjejum ou em lanches.

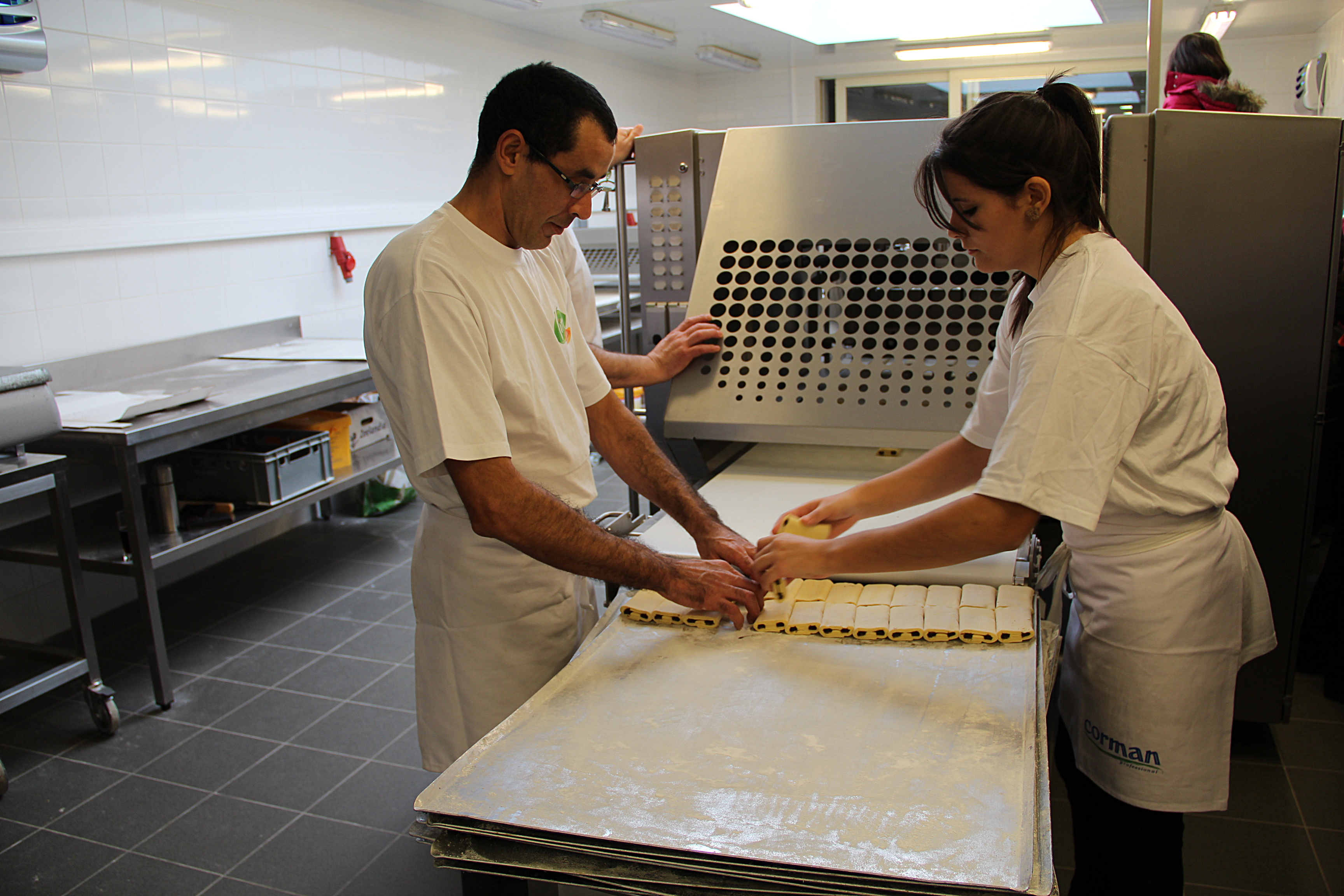
Preparação de viennoiseries

## História
Para alguns autores, a origem do kipferl, viennoiserie antepassado do croissant, se dá na Áustria entre os séculos XIII e XVII, e aparece também na Hungria e na Itália, mas não se sabe a receita exata (salgada ou doce) e nem se a massa era folhada ou não. Este tipo de pastelaria também pode ter tido suas origens no Oriente Próximo e nas cozinhas do palácio de Topkapi.
Foi um oficial austríaco, August Zang, associado a um nobre vienense de nome Ernest Schwarzer,, que os introduziu em Paris entre 1837 e 1839, abrindo uma padaria de nome Boulangerie Viennoise, cujo sucesso rapidamente inspirou imitadores a produzirem a massa.
Feito na França em um primeiro momento por trabalhadores que imigraram de Viena, a viennoiserie começou em seguida ser praticada por seus pupilos. A prática se espalhou e começou a ser chamada de travail viennois (trabalho vienense), e o cozinheiro chamado de viennois (vienense). Dentre esses cozinheiros, distinguiam-se o croissantier, o biscottier e o pâtissier-viennois (pasteleiro-vienense).
No entanto, foi só a partir do começo do século XX que essas receitas, especialmente a do croissant, se tornaram um símbolo da culinária francesa.

## Da Padaria de Viena aoviennoiserie
Pain aux raisins

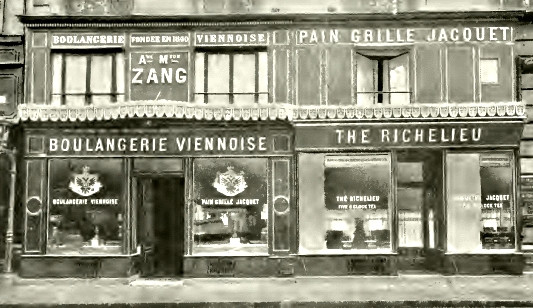
A padaria localizada no número 92, na Rue de Richelieu, Paris, em 1909.

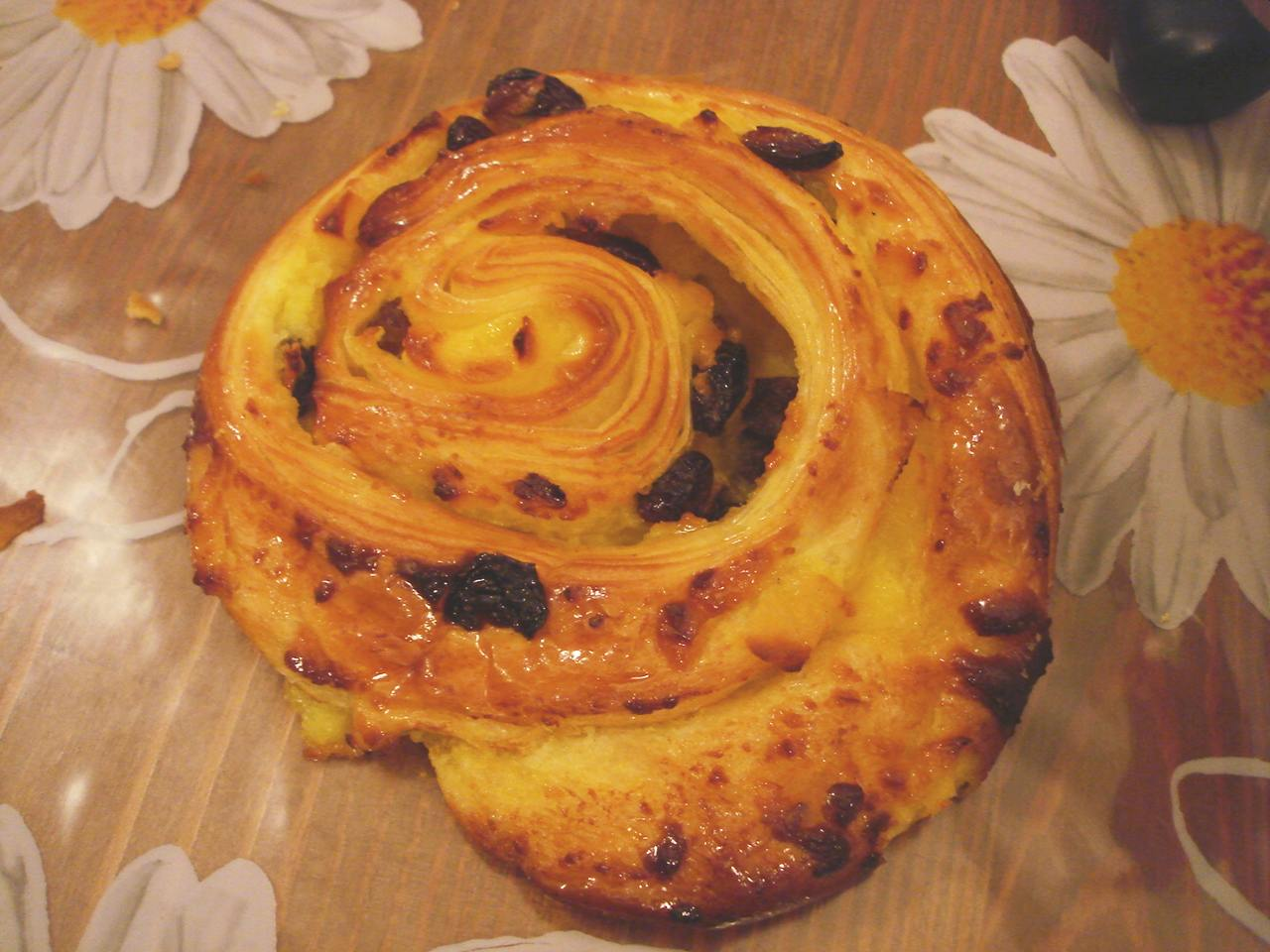
Pain aux raisins: um bolo do tipo viennoiserie

A palavra viennoiserie significa algo próximo a "coisas de Viena", em francês, unindo o sufixo -erie ao gentílico viennois (vienense). Em francês, uma viennoiserie, assim como um chinoiserie, pode referir-se a uma atividade ou um objeto que se adequem ao gosto vienense. Assim, apresenta-se uma imagem da capital cultural europeia que era muito associada com requinte e elegância, já no início do século XIX.
O uso da palavra, porém, é reservado aos produtos de padaria originários de Viena, ou aos finos ao qual a palavra viennoiserie originalmente se referia. Isso não é atestado nos dicionários até o século XX, enquanto a expressão boulangerie viennoise já surgia em pelo menos 1876. Esta expressão já era utilizada no início da década de 1840, provavelmente se referindo ao prestígio comercial da padaria de Zang.